# Camèfit

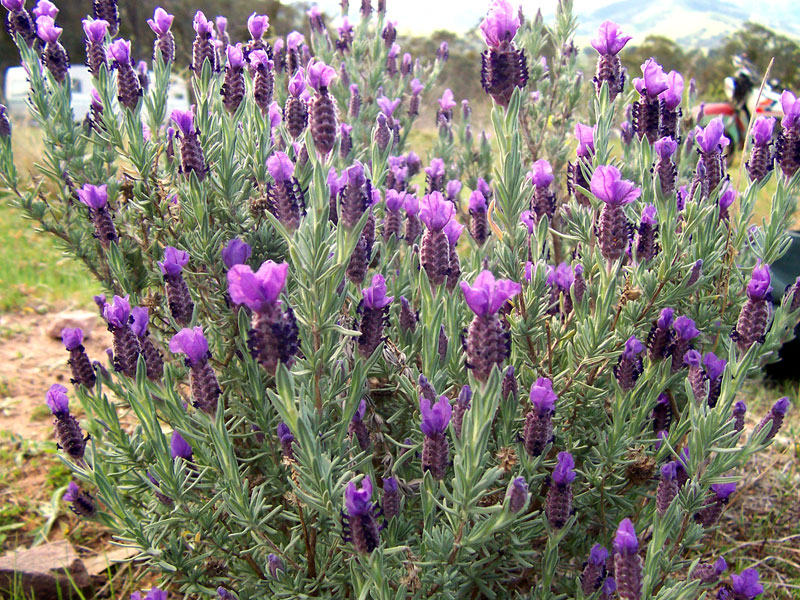
Cap d'ase (Lavandula stoechas) com a exemple de camèfit

Els camèfits són una de les formes vitals de Raunkjaer. Són plantes en què les parts aèries són persistents tot l'any però que tenen les gemmes persistents a un nivell de terra inferior als 25-50 cm. Són plantes de gran resistència, ja que combinen els avantatges de les formes vitals de mida petita i de les de mida més grossa (faneròfits). En efecte, poden presentar certa protecció de les seves gemmes contra les inclemències exteriors: en ambients freds, les gemmes es veuen protegides del fred exterior pel mantell nival, en altres ambients també protegeixen les gemmes cobrint-les de catafil·les, fulles mortes, o per un hàbit molt compacte de la planta i una baixa transpiració. D'altra banda, el fet que no tinguin necessitat de realitzar cada any processos de creixença o reproducció, com s'esdevé en formes vitals més petites (geòfits, teròfits o hemicriptòfits), les fa encara més resistents que aquestes. Són típiques de les estepes, zones àrides, ambients frígids (com la tundra, alta muntanya o zones continentals). Es divideixen en 8 categories segons el seu hàbit:
- Camèfits fruticosos: Mates llenyoses de tiges erectes o ascendents. En són un clar exemple la farigola o l'aspró.
- Camèfits sufruticosos: Mates de tiges més o menys erectes o ascendents, de tiges llenyoses només a la base. En són un exemple la botja d'escombres, el malrubí blanc o l'espígol.
- Camèfits reptants: Quan les plantes desenvolupen les tiges damunt del terra. En són un exemple la rèvola vera o la verònica.
- Camèfits suculents: Plantes que presenten òrgans engruixits per l'acumulació d'aigua. En són un exemple les crassulàcies o cactàcies.
- Camèfits pulvinulars o en coixinet: Plantes que desenvolupen mates de tiges densament atapeïdes de manera que la mata adopta una forma de coixí. En són un exemple l'eriçó o el gatovell.
- Camèfits enfiladissos o escandents: Plantes enfiladisses que necessiten d'un suport per desenvolupar-se. N'és un exemple la corretjola borda o el seneci enfiladís.
- Camèfits espartoides o cespitosos: Plantes que formen denses tofes de tiges folioses. En són un exemple moltes espècies de gramínies com el càrritx o el llistó, algunes ciperàcies o asparagàcies (Aphyllantes monspessulana)
- Camèfits en espatllera: Plantes llenyoses que formen catifes de petites tiges folioses densament entrellaçades. En són un exemple la rosa de roca o la salenca herbàcia.

## Exemples

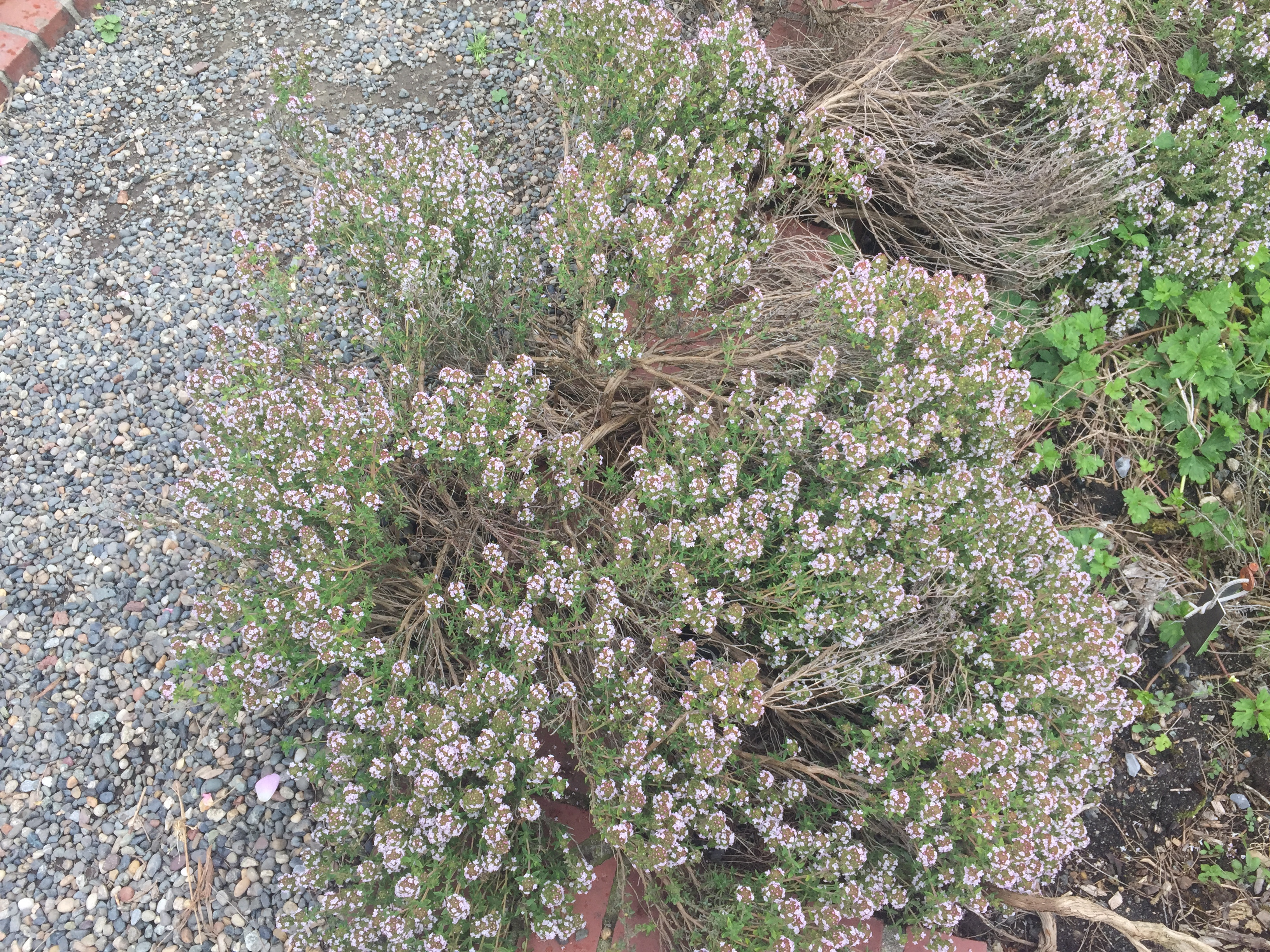
Farigola (Thymus vulgaris), camèfit fruticós
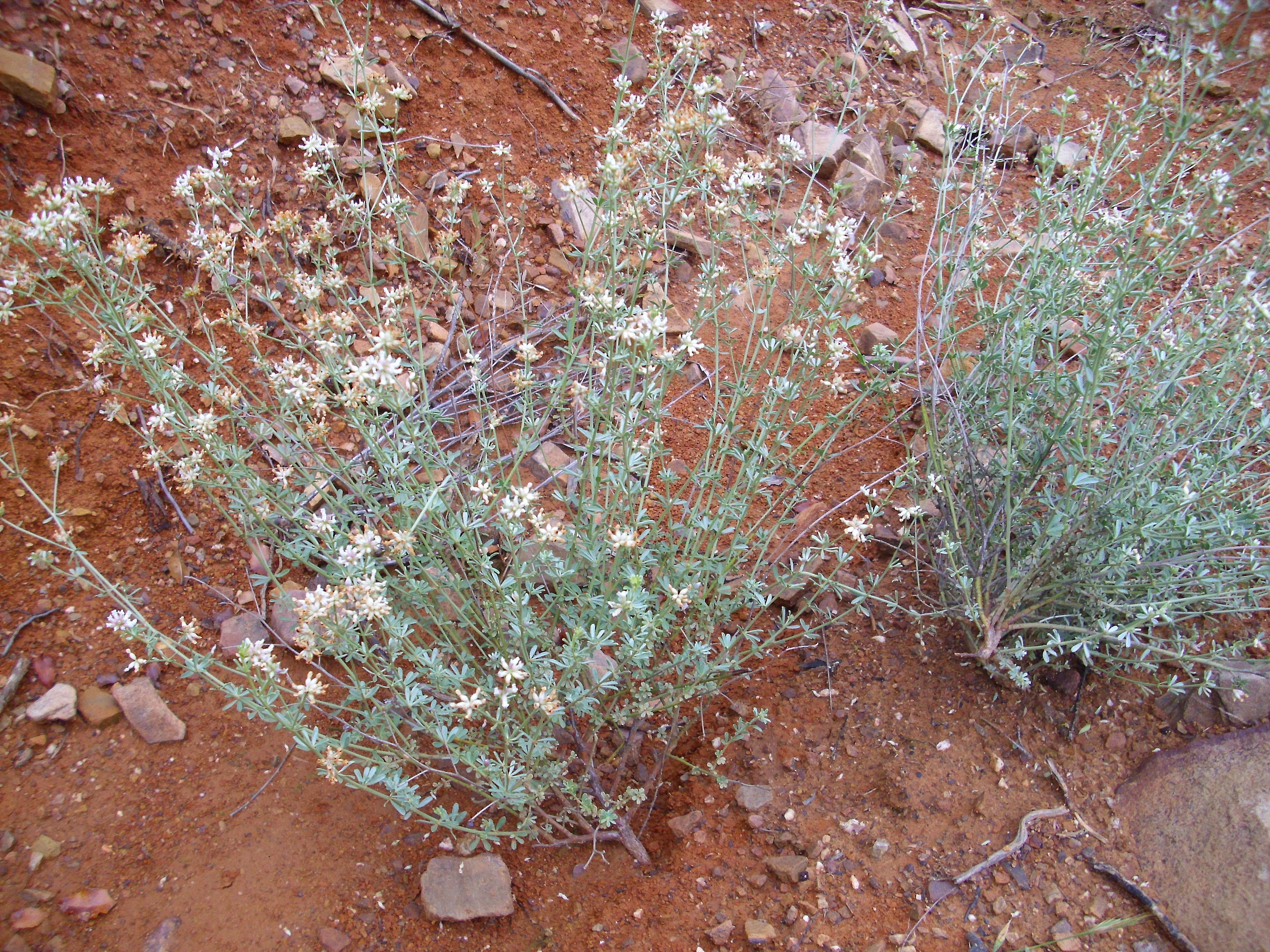
Botja d'escombres (Dorycnium pentaphyllum), s'observa la base llenyosa i les tiges ascendents més aviat herbàcies
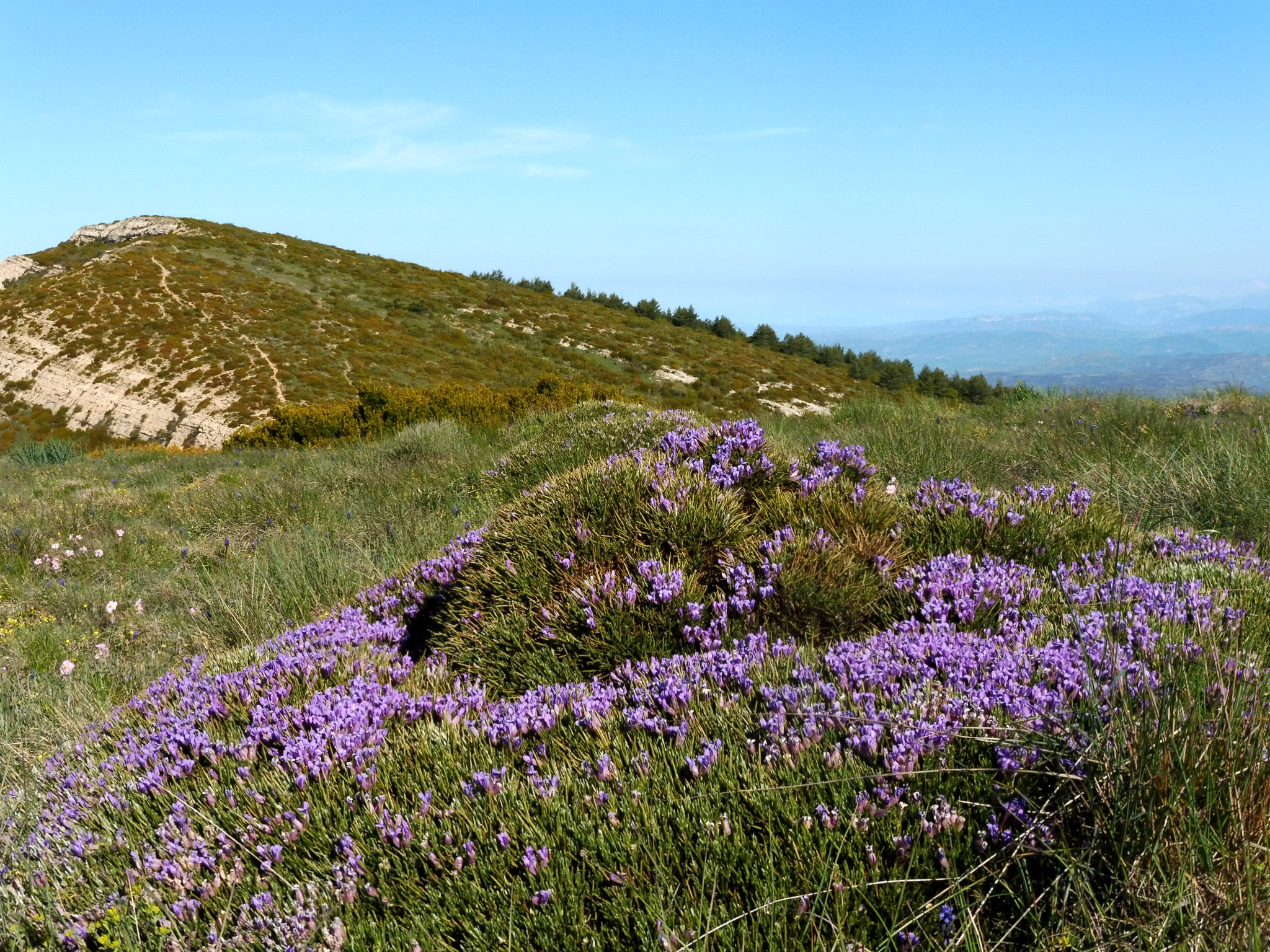
Coixins d'eriçó (Erinacea anthyllis), camèfit pulvinular
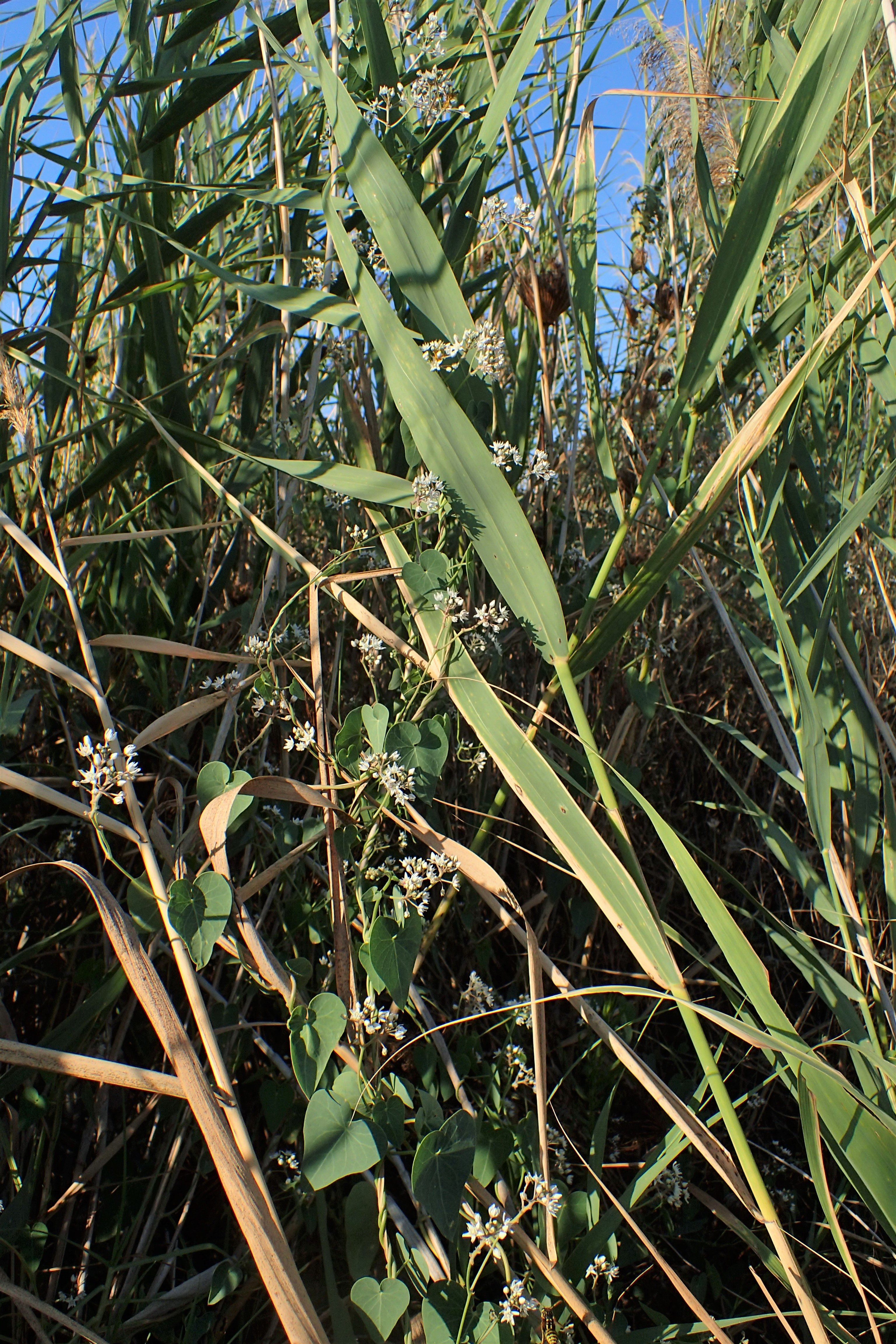
Corretjola borda (Cyanchum acutum), un camèfit enfiladís damunt de senill.
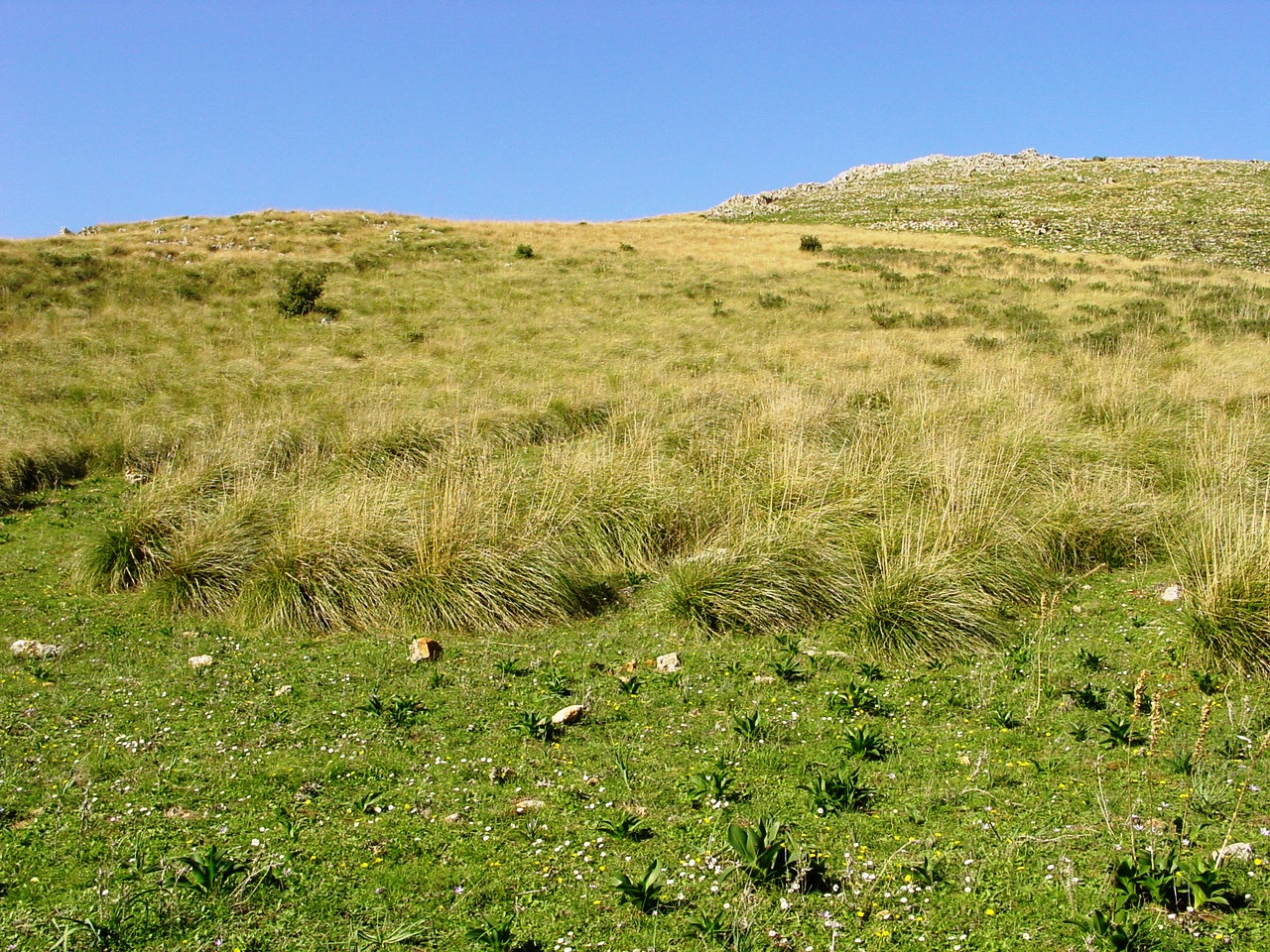
Tofes de càrritx (Ampelodesma mauritanica), camèfit cespitós o espartoide, també dit graminoide.
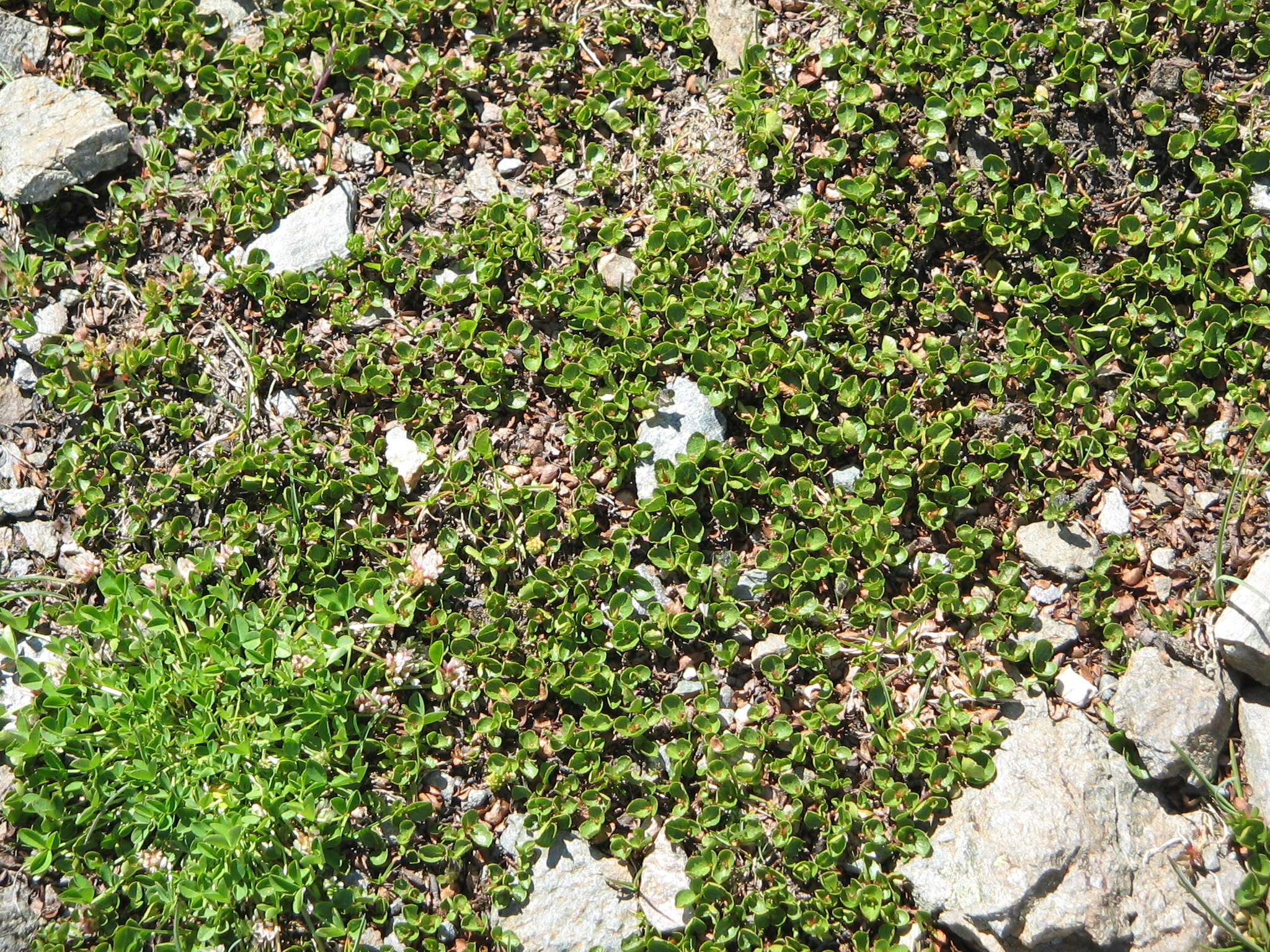
Mantell de salze nan (Salix herbacea), un camèfit en espatllera.
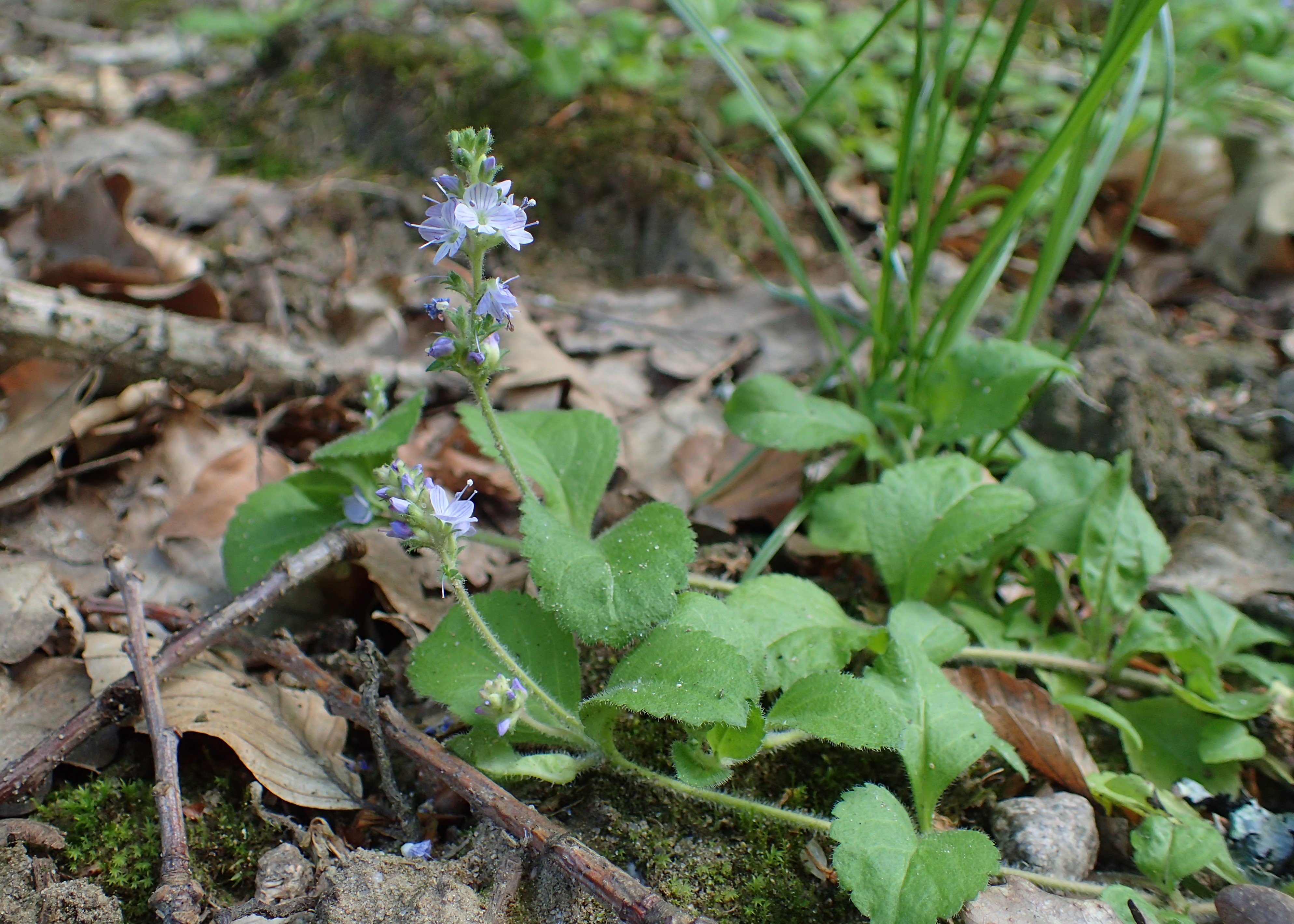
Verònica (Veronica officinalis), exemple de camèfit reptant
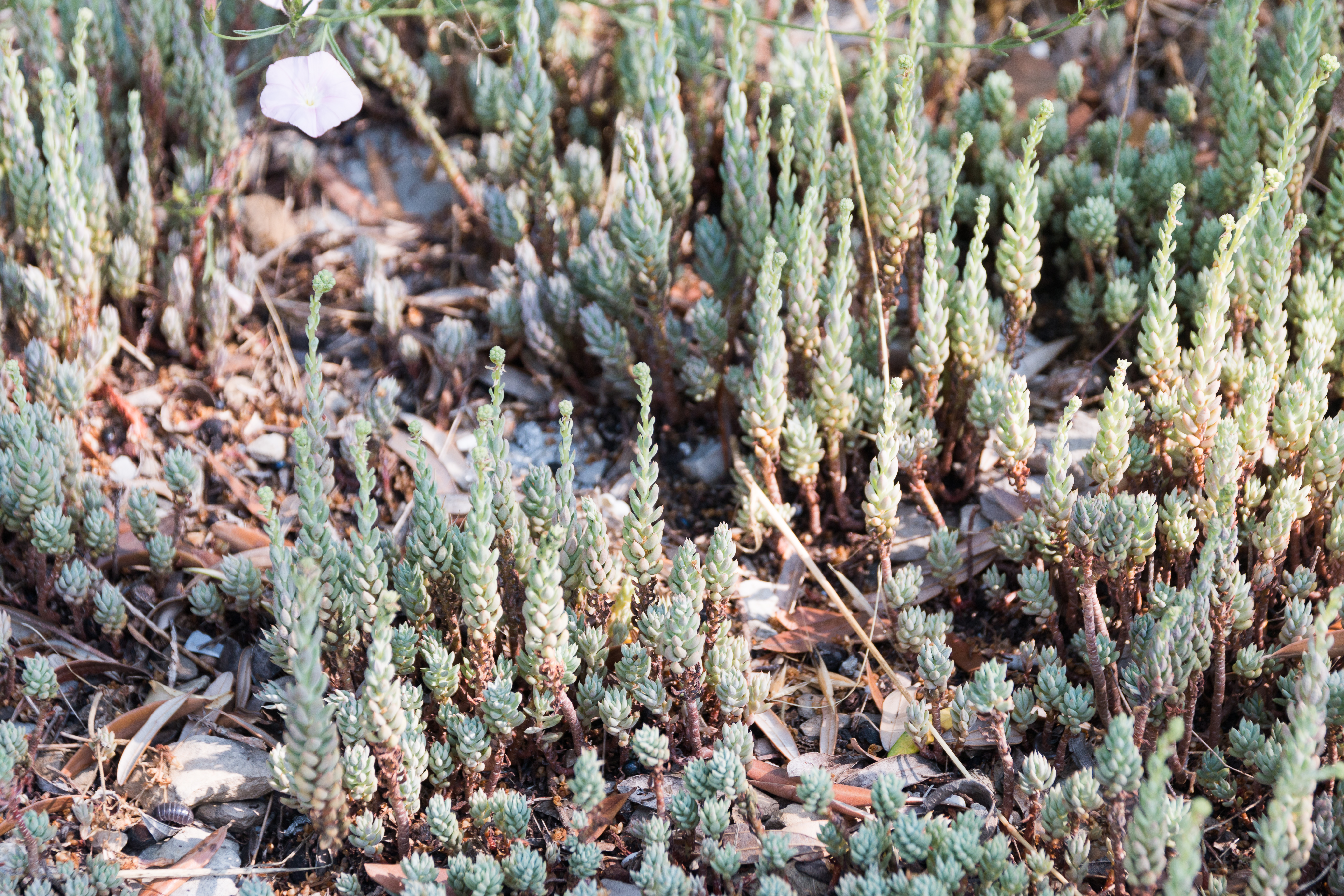
Crespinell gros (Sedum sediforme), exemple de camèfit suculent